# Regierung von Unterfranken
Die Regierung von Unterfranken mit Sitz in Würzburg und rund 750 Mitarbeitern ist eine der sieben Mittelbehörden des Freistaats Bayern. Ihr obliegt unter anderem die allgemeine Aufsicht über die staatlichen Behörden sowie die Rechts- und Fachaufsicht, beispielsweise über die unterfränkischen Gebietskörperschaften. Sie vertritt die Staatsregierung in Unterfranken und umgekehrt.

## Organisation
- Präsidium:[3] Seit dem 1. November 2024 ist Dr. Susanne Weizendörfer Behördenleiterin (Regierungspräsidentin); Regierungsvizepräsident ist Jochen Lange.

- Verwaltungssteuerung[3]
- Verwaltungsmanagement[3]
- Gewerbeaufsichtsamt[3]
- Sicherheit, Kommunales und Soziales (Bereich 1)[3]
- Wirtschaft, Landesentwicklung und Verkehr (Bereich 2)[3]
- Planung und Bau (Bereich 3)[3]
- Schulen (Bereich 4)[3]
- Umwelt, Gesundheit und Verbraucherschutz (Bereich 5)[3]
- Ernährung und Landwirtschaft (Bereich 6)[3]

## Geschichte
Nach dem Übergang fränkischer, zum kleinen Teil auch kurrheinischer und oberrheinischer Gebiete an das neue Königreich Bayern entstand am 2. Februar 1817 das Königliche Generalkommissiariat des Untermainkreises. Die Umbenennung des Untermainkreises in Unterfranken erfolgte 1837. Zwischen 1939 und 1946 führte der Regierungsbezirk die Bezeichnung Mainfranken.
Behördenleiter waren:
| - Max Freiherr von Lerchenfeld, 1814–1817 - Franz Wilhelm Freiherr von Asbeck, 1817–1825 - Max Freiherr von Zu Rhein, 1826–1832 - Karl von Stengel, 1832 - Graf August von Rechberg und Rothenlöwen, 1833–1837 - Ferdinand von Andrian-Werburg, 1837 - Philipp Graf von Lerchenfeld, 1838–1840 - Leopold Graf Fugger von Glött, 1840–1849 - Friedrich Freiherr von Zu Rhein, 1849–1868 - Friedrich Graf von Luxburg, 1868–1901 - Ludwig von Kobell, 1901–1907 - Carl von Müller, 1907–1913 - Friedrich von Brettreich, 1913–1916 - Julius von Henle, 1917–1929 - Bruno Günder, 1929–1933 - Otto Hellmuth, 1933–1945 - Adam Stegerwald, 1945 - Jean Stock, 1945–1946 - Adolf Körner, 1946–1950 - Karl Kihn, 1950–1952 - Josef Hölzl, 1952–1960 - Heinz Günder, 1960–1968 - Robert Meixner, 1968–1974 - Philipp Meyer, 1975–1984 - Franz Vogt, 1984–2000 - Paul Beinhofer, 2000–2018 - Eugen Ehmann, 2019–2024 |

## Aufgaben

### Koordinierungsaufgaben
Als Mittelbehörde laufen in der Regierung von Unterfranken viele Aufgaben der öffentlichen Verwaltung zusammen. So vermittelt die Mittelbehörde auch zwischen den nachgeordneten Behörden.

### Rechtsschutzaufgaben
Weiter muss auch bei der Mittelbehörde Widerspruch gegen manche Bescheide (z. B. Fahrerlaubnis-Verordnung, Weinrecht) eingelegt werden, bevor man eine Klage vor dem Verwaltungsgericht erheben kann. In anderen Bereichen ist die Einlegung eines Widerspruches auch fakultativ möglich. Oft bietet eine Widerspruchsentscheidung eine kostengünstige und schnelle Alternative zu einem Gerichtsverfahren.
Auch unterstützt und berät die Regierung von Unterfranken nachgeordnete Behörden und Kommunen bei der Umsetzung von Erlassen und Gesetzen der überordneten Regierungen. Dabei stehen der Regierung Experten verschiedener Bereiche zur Verfügung. Neben staatlichen Stellen werden auch Bürger sowie Unternehmen beraten.

### Aufsichtsaufgaben
Die Bezirksregierung ist die Aufsichtsbehörde für die neun Landratsämter und Landkreise Aschaffenburg, Bad Kissingen, Haßberge, Kitzingen, Main-Spessart, Miltenberg, Rhön-Grabfeld, Schweinfurt und Würzburg, die drei Kreisfreien Städte Aschaffenburg, Schweinfurt und Würzburg, die beiden Wasserwirtschaftsämter Aschaffenburg und Bad Kissingen, die drei staatlichen Bauämter Aschaffenburg, Schweinfurt, Würzburg, sowie um die 12 staatlichen Schulämter und die 151 beruflichen Schulen.

## Gebäude
Die Dienststellen der Behörde verteilen sich auf folgende Orte:
- Peterplatz 9, 97070 Würzburg (Hauptgebäude)[5] (Errichtet 1954 bis 1956).
- Georg-Eydel-Straße 13, 97082 Würzburg (Gewerbeaufsicht)[5]
- Veitshöchheimer Straße 100, 97080 Würzburg (Regierungsaufnahmestelle für: Asylbewerber und Spätaussiedler)[5]
- Sondheimer Straße 9, 97638 Mellrichstadt (Gebührenabrechnungsstelle für Aussiedler und Asylbewerber)[5]
- Oberwaldbehrunger Straße 4, 97656 Oberelsbach (Bayerische Verwaltungsstelle Biosphärenreservat Rhön)[5]